# 全国民族民主遺家族協議会
全国民族民主遺家族協議会（전국민족민주유가족협의회 ぜんこく みんぞくみんしゅ いかぞく きょうぎかい）は、1970年代～1980年代の軍事独裁政権下の韓国において民主化や労働運動に取り組む過程で犠牲になった活動家の遺家族が、故人の意志を称え、故人の名誉回復を実現する目的で結成された人権運動の団体。略称は「遺家協」。

## 活動目的
遺家協は、民主化運動が盛り上がりを見せつつあった1986年8月12日に結成された。
維新体制そして第五共和国時代の韓国において、民主化運動や労働運動に携わった少なくない人々が、政権による過酷な弾圧で命を落とした。遺家協発足以来、その人達の意志を称えるだけでなくその精神を継承する事業、名誉回復事業、疑問死を初めとした人権問題解決と人権を保障するための様々な事業を、民族民主勢力（在野）と連帯しながら進めてきた。
- 1987年4月13日：4・13護憲措置拒否を掲げて、会員10名が無期限籠城
- 1988～1989年：疑問死の申相を追求するための籠城
- 1993年
  - 5月：疑問死全面調査促求対国民署名運動展開
  - 10月：労働者大会で疑問死真相究明促求署名運動
- 1998年
- 4～5月：民族民主烈士名誉回復および疑問死真相究明特別法制定対国民キャンペーンの実施
- 11月：名誉回復真相究明特別法の制定を要求して国会議事堂前でテント籠城

## 参考資料
- 在日民主人権協議会『韓国NGO100データブック』みずのさわ出版